# Gabiano (vin)
Le Gabiano est un vin italien de la région Piémont doté d'une appellation DOC depuis le 15 juillet 1983. Seuls ont droit à la DOC les vins rouges récoltés à l'intérieur de l'aire de production définie par le décret. 

## Aire de production
Les vignobles autorisés se situent en province d'Alexandrie dans les  communes Gabiano et Moncestino,  sur la dernière série de collines du Monferrato qui descendent vers le Pô. La superficie plantée en vignes est de  5,30 hectares.
Le vin rouge du Gabiano répond à un cahier des charges moins exigeant que le Gabiano riserva, essentiellement en relation avec le titre alcoolique et le vieillissement. Pour le Gabiano, un vieillissement minimum légal n'est pas prescrit.

## Caractéristiques organoleptiques
- couleur : rouge rubis intense avec des reflets grenat.
- odeur : vineux avec une légère note caractéristique, agréable
- saveur : sec, harmonieux et plein

Le Gabiano se déguste à une température de 16 à 18 °C. Le vin peut vieillir 3 - 5 ans.

## Production
Province, saison, volume en hectolitres :
- Alessandria  (1990/91)  275,94
- Alessandria  (1991/92)  226,85
- Alessandria  (1992/93)  268,8
- Alessandria  (1993/94)  279,08
- Alessandria  (1994/95)  131,5
- Alessandria  (1995/96)  124,6
- Alessandria  (1996/97)  207,2